# Allan Ottey
Allan Ottey (18 dicembre 1992) è un calciatore giamaicano, attaccante del Montego Bay United e della Nazionale giamaicana.

## Carriera

### Nazionale
Viene convocato per la Copa América Centenario negli Stati Uniti.